# Norgesmindevej
Norgesmindevej er en villavej, ca. en halv km lang, og er beliggende på Østerbro mellem Ryvangs Allé og Strandvejen.

## Gadens historie
Gaden er navngivet i 1904 efter landstedet Norgesminde, der lå i nærheden. Ejendommen var fra 1813 og navngivet året efter da Norge overgik til svensk styre  , hvilket lå den norskfødte bygherre Christopher Hedemark på sinde. Landstedet er afsæt for Poul Martin Møllers ufuldendte roman fra 1824 ”En dansk students eventyr”.

## Nævneværdige bygninger i gaden
Nr. 13 på hjørnet af Svanemøllevej (nr. 51, adr. udgået 1995) er en harmonisk patriciervilla med runde palævinduer, tegnet af arkitekt Jens Chr. Kofoed til kammersangerinde, frøken Rennie i 1914, opført året efter med tilhørende staldbygning, ombygget 1920 til garage.
Nr. 17 er fra 1915 og der er en flot glasmosaik ud i vejen. Vinduet er pyntet med en passer og meget andet.
Nr. 18 ligger Thailands ambassade.
Nr. 21 og 23 er fra 1908 og er pynteligt malet i gult og hvidt. Ved hjørnerne af husene finder man også nogle af de få eksempler på stuk i området (her en kort blomsterranke). Det er tydeligt at bygherrerne foretrak at lade arkitekterne selv formgive eventuelle dekorationer frem for at købe det færdigfabrikeret pynt og stuk. Husene er bygget til Det Danske Missionsselskab og tegnet af Aage V. Petersen
Nr. 20 er fra 1962 og tegnet af Ole Brandstrup Jensen og Peter Fournais. Huset er stramt komponeret og har visse fjernøstlige træk, måden at behandle de store vinduesrammer på øverste etage minder om japanske traditionelle vægge af træ og papir. I følge en af de tidligere beboere, der havde sin ungdom i huset, var det også et spændende hus indvendig. Kompakte hotellignende rum, et køkken der lignede et skibskøkken – men med vinkælder. Stuen var forsænket og ledte ud til den lille meditative stenhave med rislende vand. Dengang bryggede Tuborg stadig, hvilket ofte gav området en duft af humle.
Arkitekten Valdemar Thisted (1865-1935) boede fra 1909 i nr. 19, som han selv havde tegnet  . I midten af 1900-tallet havde Israels gesandtskab til huse i nr. 15 og den navnkundige rigsarkivar Axel Linvald (1886-1965) boede tidligere i nr. 20.